# 毛相
毛相（意为“宝石的叶子”，1920年—1986年8月24日），男，傣族，云南瑞丽人，中华人民共和国舞蹈家，原中央民族歌舞团团员，中國舞蹈工作者協會第三届理事。

## 生平

### 早年
1920年生于勐卯暖波寨（今属姐相乡），乳名散孟（意为“穿耳老三”），家境贫寒，父亲在散孟幼年时离家出走，由母亲抚养长大。散孟童年酷爱孔雀舞，常常观察孔雀习性与动态。后拜德昂族拳师贯、傣族拳师俄贺哈为师学习武术，精通刀、枪、棍棒技法，与此同时舞蹈演技也大为提高，逐渐闻名地方。青年时为躲避国民政府兵役，入寺为僧，因佛爷认为“散孟”不像个和尚名，遂为其取名洼令达，还俗后又改回乳名“散孟”。一次参加寨里做摆供佛仪式时，散孟祈求菩萨保佑早日脱离苦海，随后佛爷为其取名“毛相”，称该名会带来福气。1938年服劳役，参与修建滇缅公路芒市三台山段，因监工踢打一名正在喂奶的女民工，而将监工痛打一顿、逃回勐卯，此时恰遇母亲被诬为“琵琶鬼”（德宏傣族鬼神系统中的活人鬼），于是随母流徙缅甸。缅甸奘寺佛爷又为其取名曼罕（意为“金灿灿”），与原名合称曼罕毛相。二十多岁时，在南坎举行的舞赛上获得“撒拉弄”（意为“大师傅”）头衔。1947年回到勐卯。:749

### 成名
1951年瑞丽各民族联合政府成立后，毛相被选为农民代表，1953年被吸收参加民族工作队，同年前往保山民族干部学校学习。在中央民族歌舞团与保山民干校学员的联欢晚会上，毛相表演的孔雀舞引起中央民族歌舞团艺术家的注意，于6月29日被吸收为中央民族歌舞团团员，前往北京。在北京时期曾为毛泽东、周恩来等领导人表演孔雀舞，1954年秋因不适应北方气候离开中央民族歌舞团回到瑞丽，1956年进入德宏州民族歌舞团。1957年随中国青年艺术家代表团赴俄羅斯莫斯科参加第6届世界青年与学生联欢节，与女演员白文芬合作的《双人孔雀舞》在联欢节中获得银质奖章:750。毛相与傣族舞蹈家方正为中央歌舞团金明创作的女子集体《孔雀舞》在联欢节中获得金质奖章:713。

### 晚年
1966年“文化大革命”开始，德宏州民族歌舞团撤销，毛相被下放“五七干校”参加“斗批改”，孔雀舞因是原土司的“宫廷舞蹈”而遭到禁止和批判。毛相变得消沉、酗酒度日，1967年被安排进入瑞丽县文化馆工作，文革后期在上级领导安排下开办了两期孔雀舞培训班，学生包括约相、旺腊等。:751
1977年11月18日，毛相醉酒后砍伤妻子，被判有期徒刑七年，送往昌宁湾甸劳改。当局鉴于其对人民贡献良多、悔过态度好，允许他继续跳舞、教舞，先后有云南民族研究所、北京舞蹈学院、天津群艺馆、昆明军区文工团、云南省歌舞团等机构的舞蹈编导、演员、研究员前来学艺。由于服刑期间对民族文艺作出贡献，1981年9月7日获得假释，进入保山地区文工团工作。1983年10月因肺病回到瑞丽，此前与妻子离婚、房产判归女方，毛相无家可归，云南省舞协、瑞丽县文艺部门又为其建盖新房。不久后病情恶化，入院治疗三年，1986年8月24日凌晨因久病医治无效在姐相区贺戛寨家中逝世:751，葬于贺戛寨村边。

## 舞蹈风格
毛相的孔雀舞不仅吸收了傣族艺术文化的内容，也融合了邻近少数民族以及汉族（射雁、卧鱼）、维吾尔族（晃颈）、蒙古族（抖肩）舞蹈的动作，形成了自己的风格。云南省舞蹈家协会副主席廖大昆认为毛相的舞蹈有着民歌、乡情式的特色，但因长期在民间、缺乏专业训练，自娱性、随意性较强，总体上仍属“民间舞”范畴。

## 评价
舞蹈艺术家戴爱莲评价毛相：“他用眼神和动感表现孔雀，好像他就是孔雀的化身。他跳傣舞，动作并不花哨，节奏变化也不多，但舞蹈的味渗透了身心。”

## 家庭
妻子曼罕蚌石，1955年结婚，1977年被毛相砍伤后离婚；两人育有一子依团（1960年生），后成为孔雀舞演员、德宏州歌舞团副团长。:360

## 延伸阅读
- 吕晴; 黎爱蓉. . 昆明: 云南人民出版社. 2008  [2021-06-06]. ISBN 978-7-222-05732-6. （原始内容存档于2021-09-22）.